# 자바이칼 변경주
자바이칼 변경주(러시아어: Забайка́льский край 자바이칼스키 크라이[*])는 러시아의 변경주이다. 극동 연방관구에 위치해 있다. 중심지는 치타주의 주도였던 치타이다.
아무르주와 이르쿠츠크주, 부랴티야 공화국과 사하 공화국, 남쪽은 몽골에 , 남동쪽으로는 중국의 내몽골자치구에 접해 있다. 2008년 3월 1일에 치타주와 아긴스크부랴트 자치구가 통합해서 생겨났다.

## 지리
자바이칼리예에 위치해 있다.

## 인구
현재 자비아칼 변경주의 인구는 115만5,300명이다. 도시 인구의 비율은 63.4%(2005년)이다.
변경주의 소수 민족 인구
| 민족         | 비율   |
| ------------ | ------ |
| 러시아인     | 89,80% |
| 부랴트인     | 6,1 %  |
| 우크라이나인 | 1,03 % |

| 연도                | 인구      | ±%     |
| ------------------- | --------- | ------ |
| 1959                | 1,036,387 | —      |
| 1970                | 1,144,918 | +10.5% |
| 1979                | 1,233,435 | +7.7%  |
| 1989                | 1,377,975 | +11.7% |
| 2002                | 1,155,346 | −16.2% |
| 2010                | 1,107,107 | −4.2%  |
| 2021                | 1,004,125 | −9.3%  |
| Source: Census data |           |        |

인구: 1,004,125 (2021년 인구 조사); 1,107,107 (2010년 인구 조사); 1,155,346 (2002년 인구 조사); 1,377,975 (1989년 인구 조사).

## 행정 구역
- 아긴스키군
- 악신스키군
- 알렉산드로보자보츠키군
- 발레이스키군
- 보르진스키군
- 가지무로자보츠키군
- 둘두르긴스키군
- 자바이칼스키군
- 칼라르스키군
- 칼간스키군
- 카림스키군
- 크라스노카멘스키군
- 크라스노치코이스키군
- 키린스키군
- 모고이투이스키군
- 모고친스키군
- 네르친스키군
- 네르친스코자보츠키군
- 올로뱌닌스키군
- 오논스키군
- 페트롭스크자바이칼스키군
- 프리아르군스키군
- 스레텐스키군
- 툰기로올레크민스키군
- 툰고코첸스키군
- 울레톱스키군
- 힐록스키군
- 체르니솁스키군
- 치틴스키군
- 셸로푸긴스키군
- 실킨스키군